# Mollie Bean
Mollie Bean war eine Frau aus dem Konföderierten Staat North Carolina, die im Amerikanischen Bürgerkrieg unter dem Namen Melvin Bean als Soldatin gedient hat.

## Dienst als Soldatin
Unter dem Namen Melvin Bean diente Mollie Bean ab dem Jahr 1863 zwei Jahre als Soldatin im Regiment der 47th North Carolina Infantry unter Captain John Thorp. Am 17. Februar 1865 wurde sie außerhalb von Richmond durch Soldaten der Union in Uniform aufgegriffen und nach Richmond zu einem Verhör gebracht. In dem Verhör erzählte sie, dass sie seit zwei Jahren in der Armee dienen würde und zweimal verwundet worden sei. Unter Berücksichtigung der Aufzeichnungen dieser Einheit würde das bedeuten, dass sie an der Schlacht von Gettysburg teilgenommen haben könnte.
Da sie eine Frau war, wurde sie anschließend beschuldigt eine Spionin zu sein und bezichtigt, offensichtlich verrückt zu sein. Danach wurde sie im Gefängnis Castle Thunder inhaftiert. Der Richmond Whig, der den Fall am 20. Februar 1865 meldete, ging davon aus, dass andere Soldaten von Beans wahrem Geschlecht wussten, und deutete an, dass sie möglicherweise sexuelle Beziehungen zu einem oder mehreren von ihnen hatte. Keine der Behauptungen basierte auf konkreten Beweisen, Beans eigenen Aussagen oder denen eines anderen Soldaten in ihrer Einheit.
Sie ist eine Hauptfigur in Harry Turtledoves alternativem Geschichtsroman The Guns of the South.
Über ihr weiteres Leben ist nichts bekannt.